# Delia commixta
Delia commixta är en tvåvingeart som först beskrevs av Seguy 1925.  Delia commixta ingår i släktet Delia och familjen blomsterflugor. Inga underarter finns listade i Catalogue of Life.